# Поморская государственная филармония
Помо́рская госуда́рственная филармо́ния (основана 10 июля 1937 года в городе Архангельске) — учреждение культуры.

## Камерный зал
Камерным (малым или органным) залом является бывшая (до революции 1917 года) лютеранская церковь Святой Екатерины, находящаяся в центре Архангельска.
Главной гордостью Поморской филармонии является музыкальный инструмент орга́н, установленный в 1991 году немецкими мастерами фирмы «Александр Шуке» из города Потсдам.
Зал, в том виде который он представляет сейчас, открылся после длительной реконструкции 1 июля 1987 года. В настоящее время в нём проводятся различные концерты классической и органной музыки.